# Brooklyn (Newfoundland en Labrador)
Brooklyn is een plaats in de Canadese provincie Newfoundland en Labrador. De plaats ligt aan de oostkust van het eiland Newfoundland.

## Geografie
De plaats bevindt zich in het zuidwesten van het schiereiland Bonavista, aan de zuidoostelijke oever van Goose Bay. Dat is een lange, smalle zijarm van de Chandler Reach, hetwelk een zeegat is dat leidt naar de open wateren van de Bonavista Bay. De plaats ligt net ten noorden van het dorp Lethbridge.
Het dorp maakt deel uit van het in 2010 opgerichte local service district Lethbridge and Area.

## Demografie
Demografisch gezien is Brooklyn, net zoals de meeste afgelegen dorpen op Newfoundland, aan het krimpen. Tussen 1996 en 2021 daalde de bevolkingsomvang van 211 naar 181. Dat komt neer op een daling van 30 inwoners (-14,2%) in 25 jaar tijd.

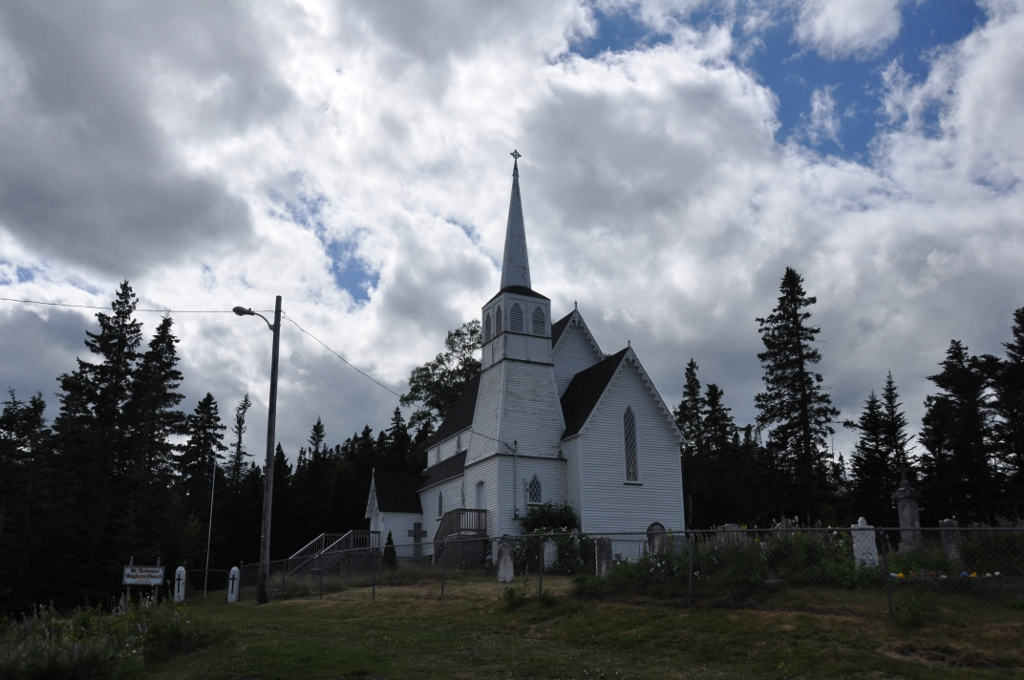
De anglicaanse Saint Andrew's Church van Brooklyn

| Demografische ontwikkeling van Lethbridge tussen 1991 en 2021 |
| ------------------------------------------------------------- |
|                                                               |
| Bron: Statistics Canada (1991–1996, 2011–2016, 2021)          |